# Флешар, Антон
Антон Флешар (чеш. Anton Flešár; 8 мая 1944, Стропков — 11 апреля 2024, Кошице) — чехословацкий футболист, игравший на позиции вратаря. Участник чемпионата мира (1970).

## Биография

### Клубная карьера
Флешар начинал карьеру в бардеёвском Партизане, за который отыграл два сезона. Затем он перешёл в пражскую «Дуклу», в которой играл два сезона и в 1966 году в составе этой команды выиграл чемпионат Чехословакии.
В 1966 году Флешар перешёл в кошицкий «Локомотив», в составе которого отыграл 13 сезонов и сыграл 218 матчей в различных турнирах, а также выиграл Кубок Чехословакии 1977 года. Его последним клубом в карьере стал «Кошице», в котором Флешар отыграл пять сезонов и завершил карьеру игрока в возрасте 40 лет.

### Карьера в сборной
В составе сборной Чехословакии был в заявке на чемпионате мира 1970 года, но на турнире был единственным из трёх вратарей команды, который не сыграл ни одного матча. Всего за сборную Чехословакии сыграл два матча и одну встречу в сборной до 23 лет.

### Смерть
Скончался 11 апреля 2024 года в Кошице, в возрасте 79 лет.

## Достижения
«Дукла» (Прага)
- Чемпион Чехословакии: 1965/66

«Локомотив» (Кошице)
- Обладатель Кубка Чехословакии: 1976/1977